# Diocesi di Tripoli di Fenicia
La diocesi di Tripoli di Fenicia (in latino Dioecesis Tripolitana in Phoenicia) è una sede soppressa e sede titolare della Chiesa cattolica.

## Storia

### Diocesi di rito greco
Tripoli di Fenicia nell'odierno Libano è un'antica sede vescovile della provincia romana di Fenicia Prima nella diocesi civile d'Oriente. Faceva parte del patriarcato di Antiochia ed era suffraganea dell'arcidiocesi di Tiro, come attestato da una Notitia episcopatuum del VI secolo.
Secondo la tradizione, la diocesi sarebbe stata fondata in epoca apostolica e san Marone sarebbe stato scelto come primo vescovo dall'apostolo san Pietro. Il Martirologio Romano commemora, il 18 giugno, il soldato san Leonzio.
Il primo vescovo storicamente documentato è Ellanico, che prese parte al concilio di Nicea del 325. Dopo di lui sono documentati due vescovi ariani, o di tendenze ariane, Teodosio e Ireneo; quest'ultimo prese parte al concilio di Seleucia del 359, ed è documentato anche nel 348 e nel 351. Teodoro intervenne al concilio di Calcedonia del 451 e nel 458 sottoscrisse la lettera dei vescovi della Fenicia Prima all'imperatore Leone in seguito all'uccisione del patriarca alessandrino Proterio. Infine sono documentati i vescovi Stefano, destinatario di una lettera di Severo di Antiochia, e suo cugino Leonzio, menzionato, con Stefano, nella vita di sant'Eutimio.
La sede esiste ancora oggi ed è una metropolia del patriarcato greco-ortodosso di Antiochia, con il nome di metropolia di Tripoli e Al-Koura.

### Diocesi di rito latino
In seguito alla prima crociata, furono fondati diversi stati feudali crociati L'ultimo ad essere fondato, nel 1102, fu la contea di Tripoli, che durò, con alterne vicende, fino al 1289. Nella contea furono costituite 4 diocesi di rito latino, che soppiantarono le antiche sedi bizantine: Tripoli, che riuniva anche le sedi di Batrun, Arca e Artesia; Tortosa, che univa le sedi di Antarado, Arado e Maraclea; Rafanea e Gibelet (già Byblos).
Secondo la cronaca di Guglielmo di Malmesbury, fu lo stesso conte Raimondo IV di Tolosa a nominare primo vescovo di Tripoli il monaco Alberto di Saint'Erard, prima ancora di conquistare la città nel 1102; nel gennaio 1103 tuttavia Alberto è ancora documentato come abate di Saint'Erard. Tra i prelati di Tripoli storicamente documentati è da segnalare il vescovo Gerardo, che fu fatto prigioniero nel 1137 nella battaglia di Mont-Pèlerin, ma che, non riconosciuto come vescovo, fu scambiato con un solo prigioniero mussulmano. Dal 1139 al 1145 fu testimone di 5 atti del conte Raimondo II.
Una grave questione si pose fin dall'inizio della fondazione della contea di Tripoli, ossia l'appartenenza giurisdizionale delle diocesi della contea. Raimondo IV voleva infatti costituire una propria provincia ecclesiastica, con Tripoli come sede metropolitana. Questo progetto tuttavia non andò in porto, per l'opposizione dei papi. Secondo la suddivisione ecclesiastica bizantina, Tripoli era una sede suffraganea di Tiro, nel patriarcato di Antiochia. Tuttavia, secondo una disposizione di papa Urbano II del 1095, le diocesi latine dovevano dipendere dal principato che per primo aveva conquistato il territorio. Per cui sulla sede di Tripoli avanzarono diritti anche i patriarchi latini di Gerusalemme, oltre a quelli di Antiochia. Queste pretese di Gerusalemme furono riconosciute da papa Pasquale II nel 1113. Ne sorse un lungo contenzioso, che si protrasse per tutta la prima metà del XII secolo, con decisioni pontificie a favore o dell'uno o dell'altro dei due contendenti.
Nel territorio della diocesi latina esistevano diverse comunità cristiane orientali, in particolare la chiesa maronita, il cui patriarca risiedeva nel territorio. Furono costituite anche alcune abbazie, tra cui quella di Belmont, fondata dai cistercensi a sud-est di Tripoli nel 1157, e diversi priorati.
La diocesi latina di Tripoli ebbe termine con la caduta della città in mano mamelucca nell'aprile 1289.

### Sede titolare latina
Dal XIV secolo Tripoli di Fenicia è annoverata tra le sedi vescovili titolari della Chiesa cattolica; la sede è vacante dal 14 dicembre 1889.

## Cronotassi

### Vescovi greci
- Marone † (I secolo)
- Ellanico † (menzionato nel 325)
  - Teodosio † (vescovo ariano)
  - Ireneo † (prima del 348 - dopo il 359) (vescovo ariano)
- Teodoro † (prima del 451 - dopo il 458)
- Stefano † (V/VI secolo)
- Leonzio † (VI secolo)

### Vescovi latini
- Alberto di Saint'Erard † (documentato nel 1112 e nel 1115)[8][11]
- Pons † (documentato nel 1115)[11]
- Bernardo † (documentato dal 1117 al 1127)[11]
- Guglielmo † (documentato nel 1132)[11]
- Gerardo † (prima del 1137 - dopo il 1145)[9]
- Gumbaldo † (1170 - ?)[11]
- Romano † (documentato dal 1174 al 1179)[11]
- Giovanni † (menzionato nel 1184)[11]
- Aimerico † (documentato dal 1186 al 1187)[11]
- Pietro † (1191 ca. - 1194 ca.)[11]
- Lorenzo † (31 dicembre 1198 - dopo il 1198 deceduto)[11]
- Goffredo † (documentato dal 1204 al 1209)[11]
- Roberto † (documentato dal 1217 al 1228)[11]
- Alberto † (1243 - ? deceduto)
- Gregorio da Montelongo † (19 febbraio 1249 - 29 novembre 1251 nominato patriarca di Aquileia)
- Obizzo Sanvitale † (prima del 6 agosto 1254 - 1257 nominato vescovo di Parma)
- Paolo di Segni, O.F.M. † (11 ottobre 1261 - 1285 deceduto)
- Cinzio della Pigna † (18 dicembre 1285 - 25 maggio 1286 nominato arcivescovo di Capua)
- Bernardo, O.S.B. † (20 giugno 1286 - dopo il 1296[11])

### Vescovi titolari
La seguente cronotassi potrebbe contenere anche vescovi di Tripoli di Lidia e di Tripoli di Libia, perché nelle fonti citate le cronotassi delle tre sedi non sono distinte.
- Bontade, O.Cist. † (3 luglio 1345 - ?)
- Giacomo † (? deceduto)
- Giovanni Yzewini † (9 giugno 1400 - ?)
- Giovanni, O.S.B. † (9 agosto 1409 - ?)
- Giordano, O.S.B. † (13 agosto 1410 - ?)
- Pietro † (? deceduto)
- Simon Brampton, O.F.M. † (28 gennaio 1414 - ?)
- Giovanni Nicola † (20 maggio 1422 - ?)
- Ermanno di Cassel † (24 settembre 1431 - ? deceduto)
- Nicola de Rheno de Onidia, O.F.M. † (14 novembre 1435 - ? deceduto)
- Nicola † (23 dicembre 1439 - ?)
- Raimondo Giuliani, O.P. † (22 giugno 1446 - ?)
- Elia, O.S.B. † (5 luglio 1448 - ?)
- Matteo † (1450 - ?)
- Benedetto di Dovara, O.F.M. † (21 maggio 1451 - ?)[13]
- Nicola Fryes de Brisaco, O.E.S.A. † (21 giugno 1456 - 17 luglio 1498 deceduto)
- Giovanni Teodorici, O.F.M. † (9 ottobre 1478 - ?)
- Bartolomeo de Ghisolfi, O.F.M. † (10 dicembre 1479 - ?)
- Bernardo † (12 settembre 1493 - ?)
- Ludovico de Justinis † (12 dicembre 1491 - ?)
- Tillmannus Limberger, O.E.S.A. † (3 dicembre 1498 - ?)
- Pedro de Lizola † (13 maggio 1500 - ? deceduto)
- Giovanni Battista de Misni † (8 novembre 1504 - ? deceduto)
- Pedro de Soto † (13 maggio 1519 - circa 1533/1534 deceduto)[14]
- Pedro Gil Falcón † (18 luglio 1533 - agosto 1550 deceduto)
- Simone, Ordine Maronita † (? - ? deceduto)
- Giuseppe, Ordine maronita † (30 agosto 1535 - ?)
- Andrea di Fontsalida, O.Cist. † (29 ottobre 1539 - ?)
- Nicola Vernecey † (22 aprile 1547 - ?)
- Tommaso Friderlini, O.Cist. † (10 ottobre 1547 - ?)
- Johannes Alberti, O.P. † (27 giugno 1550 - ?)
- Giovanni Delfino † (30 ottobre 1556 - ?)
- Giorgio † (21 agosto 1562 - ?)
- Amador Arraes, O.Carm. † (? - 30 ottobre 1581 nominato vescovo di Portalegre)
- Alberto Pomerio, O.F.M. † (26 gennaio 1582 - ?)
- Adam Petz (Betz) † (18 luglio 1605 - 26 novembre 1626 deceduto)
- Pierre de Donnauld † (8 novembre 1610 - ?)
- Paul Aldringen † (28 aprile 1627 - 28 marzo 1644 deceduto)
- Gabriel Haug † (9 aprile 1646 - 10 gennaio 1691 deceduto)
- Laurent de Chery † (13 gennaio 1659 - ? deceduto)
- Johann Philipp Burkard † (30 aprile 1685 - 27 ottobre 1698 deceduto)
- Teodor Wolff von Ludinghausen, S.I. † (14 marzo 1701 - 21 luglio 1710 succeduto vescovo di Wenden)
- Józef Leon Łopaciński † (15 aprile 1776 - 1803 deceduto)
- Ferdinando Siciliani † (23 giugno 1828 - 1º maggio 1839 deceduto)
- Giusto Recanati, O.F.M.Cap. † (3 luglio 1848 - 10 marzo 1853 nominato cardinale presbitero dei Santi XII Apostoli)
- Léon-François Sibour † (27 dicembre 1854 - 18 novembre 1864 deceduto)[15]
- John Joseph Williams † (9 gennaio 1866 - 13 febbraio 1866 succeduto vescovo di Boston)
- Filippo Manetti † (22 febbraio 1867 - 17 settembre 1875 nominato arcivescovo titolare di Sardi)
- Alessandro Grossi † (3 aprile 1876 - 14 dicembre 1889 nominato arcivescovo titolare di Nicopoli di Epiro)[16]
  - Théophile Antoine Kandelaft † (2 giugno 1886 - 5 agosto 1898 deceduto)[17]